# Nagyfud
Nagyfud egykori falu, később puszta Győr vármegyében, Rábacsécsény közelében.
A 16. és 17. században fő birtokosai a szarvaskendi Sibrik és a gróf Cseszneky család voltak.
1907-ben 36 lakosa volt.